# Chocolatey
Chocolatey es un gestor de paquetes de línea de comandos  para Microsoft Windows. Utiliza la infraestructura de empaquetado de NuGet y PowerShell para simplificar el proceso de descarga e instalación de software.
En abril de 2014, Microsoft debutó con OneGet (luego renombrado PackageManagement) junto con PowerShell 5. Es un administrador de proveedores de paquetes de código abierto y gratuito, que proporciona una forma de integrar otros administradores de paquetes en PowerShell. OneGet estaba preconfigurado para explorar el repositorio de Chocolatey.
El nombre es una extensión de un juego de palabras de NuGet ("turrón") "porque todo el mundo ama el turrón chocolateado".